# Понятов, Александр Матвеевич
Алекса́ндр Матве́евич Понято́в (англ. Alexander Poniatoff, 25 марта 1892 года — 24 октября 1980 года) — американский электроинженер русского происхождения, внедривший ряд инноваций в области магнитной звуко- и видеозаписи, телерадиовещания. Под его руководством компания Ampex, созданная им в 1944 году, выпустила первый коммерческий видеомагнитофон.

## Биография

### Ранние годы
Александр Понятов родился 25 марта 1892 года в селе Русская Айша Казанского уезда Казанской губернии (ныне — деревня Русско-Татарская Айша Высокогорского района Татарстана) в зажиточной семье. Его отец — Матвей Понятов — происходил из крестьян, но занявшись лесоторговлей, стал купцом первой гильдии .  Понятовым принадлежали склады из природного камня, дом, пасека, мельница.
По окончании Первого реального училища в Казани А. М. Понятов в 1909—1910 годах проучился в Императорском Казанском университете на математическом отделении физико-математического факультета. Потом он переводится в Императорское Московское техническое училище, возможно, из-за увлечения авиатехникой.
Опасаясь преследований со стороны властей за участие в студенческих сходках в Москве, А. М. Понятов переезжает учиться в Карлсруэ, где получил образование в Высшей технической школе. На учёбу в Германию он уезжал с рекомендациями профессора Н. Е. Жуковского.
Когда в 1913 году родители пересылают ему повестку о призыве на военную службу, А. М. Понятов возвращается в Российскую империю. Накануне Первой мировой войны он успел окончить школу лётчиков, и некоторое время прослужил пилотом военного гидросамолёта; однако после аварии получил тяжёлое ранение и долго лечился.
Во время Гражданской войны в 1918—1920 годах А. М. Понятов служил в Белой армии, после поражения которой эмигрировал в Китай, где до 1927 года работал в электроэнергетической компании в Шанхае. После этого он некоторое время прожил во Франции, после чего переехал в США.

### Работа в США
В конце 1920-х годов А. М. Понятов прибыл в США, а в 1932 году получил американское гражданство.
Первое время он работал в научно-исследовательском отделе компании General Electric в Нью-Йорке.
После переезда в Калифорнию А. М. Понятов женился на американке Хейзел (Hazel) и жил неподалёку от Сан-Франциско, в местечке Атертон в Кремниевой долине, где работал инженером в компании Pacific Gas and Electric. Потом Понятов перешёл в компанию Dalmo-Victor Westinghouse, разрабатывавшей электрооборудование для самолётов.
А. М. Понятов также экспериментировал с электроникой в собственном гараже. Там в 1944 году он учредил собственную фирму Ampex (до 1946 года — Ampex Electric and Manufacturing Company, до 1953 года — Ampex Electric Corporation, после — Ampex Corporation). Название фирмы представляет акроним, образованный от первых букв имени создателя и слова «экспериментальный» — Alexander М. Poniatoff EXperimental. Впоследствии, окончание «ex» в названии фирмы стали трактовать как сокращение от слова «превосходный» (англ. excellence), обозначавшее высокое качество выпускаемой фирмой продукции.
Ampex изготавливала электромеханические устройства для точного следящего привода радиолокационных антенн. Во время Второй мировой войны фирма являлась поставщиком электродвигателей для электроприводов авиационных радаров, производимых Dalmo-Victor.
После войны деятельность фирмы была переориентирована на перспективное направление — разработку устройств магнитной звукозаписи. Этому способствовала встреча Понятова с Гарольдом Линдсеем (H. W. Lindsay, 1909—1982), рассказавшем о трофейном немецком магнитофоне фирмы AEG, использованном Джеком Муллином (Jack Mullin, 1913—1999) для демонстрации в Сан-Франциско 16 мая 1946 года преимуществ магнитной звукозаписи. Г. Линдсей стал главным конструктором первого магнитофона Ampex. Работы по совершенствованию магнитной ленты велись под началом Д. Муллина.
В 1947 году был создан прототип аудиомагнитофона — Model 200A — продемонстрированный в Голливуде. В том же году фирме Ampex удалось привлечь инвестиции известного артиста Бинга Кросби в размере $50 000. В следующем году фирма Ampex выпускает несколько студийных магнитофонов, которые стали применять радиовещательные компании для трансляции сигнала с задержкой (broadcast delay). C 25 апреля 1948 года компания ABC с помощью Model 200A начинает регулярное профессиональное использование магнитозаписей.
В последующем фирма Понятова выпускает ряд успешных моделей магнитофонов: в 1949 году — Model 300; в 1950 году — Model 400 (по низкой стоимости для независимых радиостанций); с 1953 года — Model 350 и Model 400; в 1954 году — Model 600 (портативный). Понятовым в фирму приглашались перспективные специалисты, например, 16-летний Рей Долби (1933—2013).

Схема поперечно-строчной видеозаписи (Quadruplex system)

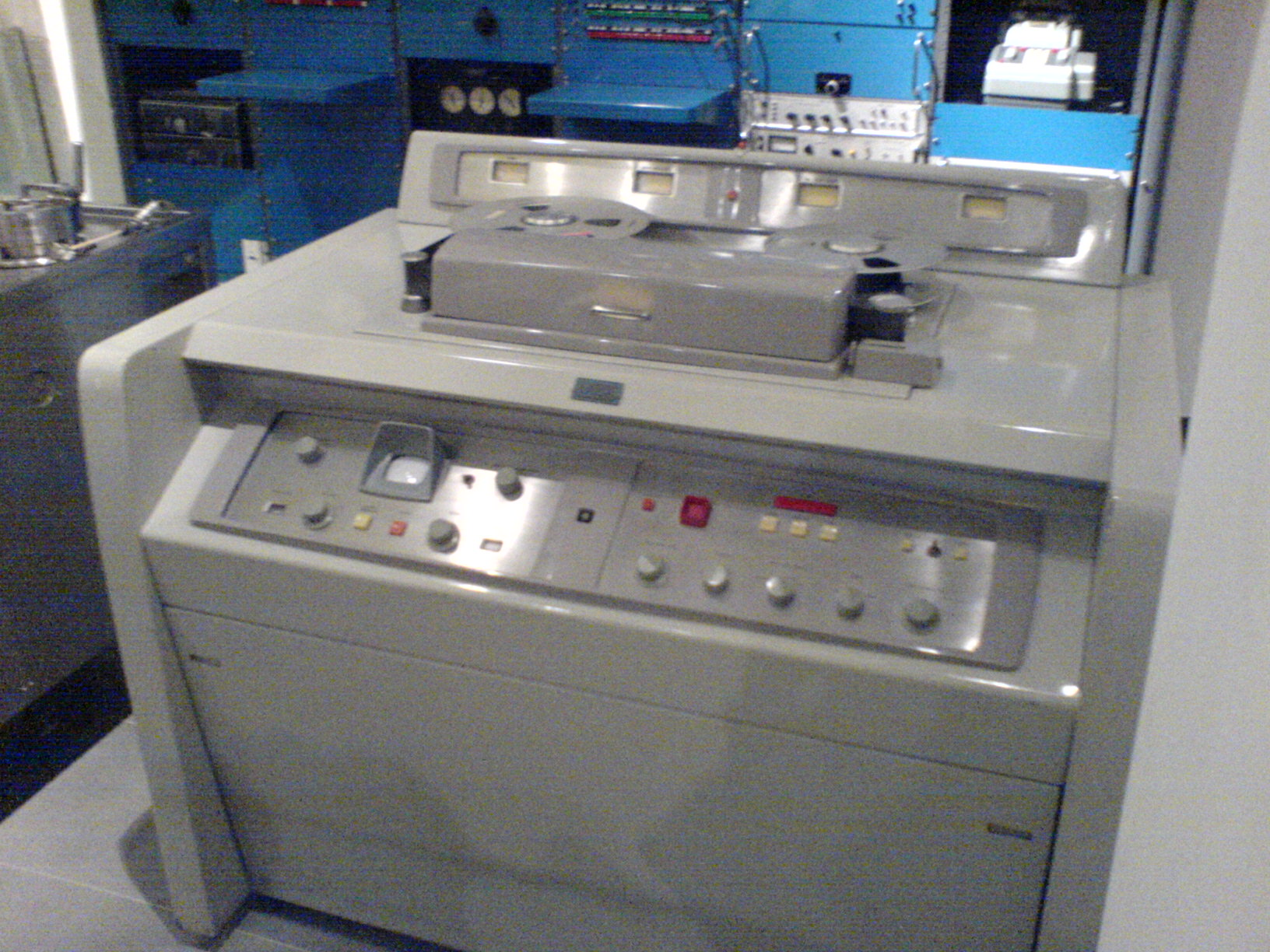
Студийный видеомагнитофон Ampex VR-1000A

В 1951 году 59-летний Понятов и его главные технические советники Чарльз Гинзбург (1920—1992), Вейтер Селстед и Мирон Столяров (Myron Stolaroff, 1920—2013) решили разработать видеозаписывающее устройство, использующее принцип поперечно-строчной записи вращающимися головками (такой способ позволял совместить высокую скорость движения магнитной головки относительно ленты, необходимую для записи полосы частот телевизионного сигнала (несколько МГц), с низкой скоростью движения самой ленты, необходимой для приемлемой продолжительности записи на одном рулоне).
14 апреля 1956 года фирма Ampex демонстрирует в Чикаго на конвенте NAB первый коммерческий видеомагнитофон (videotape recorder) VR-1000, использующий для записи видеосигнала магнитную ленту формата Q. Вскоре в телеэфир США вышли первые передачи в записи (30 ноября 1956 года CBS транслирует видеозапись «Doug Edwards and the News»; 13 октября 1957 года произведена видеозапись передачи «The Edsel Show» для ретрансляции в западной части страны).
До 1955 года А. М. Понятов занимал должность директора компании Ampex, а после был избран председателем совета директоров. Возглавляемая им фирма долгое время являлась ведущим производителем видеомагнитофонной техники.
Когда в 1970 году А. М. Понятов вышел в отставку, за ним сохранилась должность почётного председателя совета директоров. 
Умер 24 октября 1980 года на 89-м году жизни в г. Пало-Алто и похоронен на Сербском кладбище в Колме (пригород Сан-Франциско), место SF-302.

## Признание и память
Заслуги А. М. Понятова отмечены рядом наград, в том числе медалями Американской ассоциации электроники (AeA) («За достижения», 1968), Национальной ассоциации промышленников (NAM) («Пионер творческой промышленности») и почётным членством Общества звукоинженеров (AES). Он также был избран действительным членом Института инженеров электротехники и электроники (IEEE).
В 1961 году компания Ampex и её руководитель получили премию «Оскар» за вклад в технологию.
Разработки его фирмы отмечены многочисленными премиями Emmy Awards, присуждаемыми американской Академии телевизионного искусства и науки (Academy of Television Arts and Sciences).
После смерти Понятова, отмечая его выдающийся вклад в развитие телевизионной техники, Американское общество инженеров кино и телевидения (SMPTE) в 1982 году учредило «Золотую медаль им. Понятова» (SMPTE Poniatoff Gold Medal), присуждаемую за заслуги в области магнитной записи электрических сигналов.
В Стенфордском университете открыт музей магнитной записи (Ampex Museum of Magnetic Recording) с материалами, посвящёнными Понятову и его фирме.
Имя Александра Понятова было мало известно широкой публике в СССР. Одним из первых в российской массовой печати о А. М. Понятове рассказал В. Г. Маковеев, советский и российский деятель телевидения и радиовещания, который провёл изыскания в архивах Казани и Москвы. В 1993 году он же помог М. А. Таратуте сделать выпуск телепередачи «Америка с Михаилом Таратутой», посвящённый Понятову.
9 апреля 2012 года в Музее истории Казанского университета прошли мероприятия, связанные с празднованием 120-летия со дня рождения Александра Матвеевича Понятова: открытие выставки, выступления учёных-физиков и родственников А. М. Понятова, а также др..

## Интересные факты
- Основным конкурентом Ampex в разработке устройств видеозаписи первое время была компания Давида Сарнова (1891—1971) RCA, производившая телевизионные камеры. Свой первый коммерческий видеозаписывающий аппарат (TRT-1A) компания RCA выпустила на год позже (в 1957 году) и назвала «Television Tape Recorder», так как слово «videotape» (рус. видеолента, видеоплёнка) было зарегистрировано Ampex как торговый знак.
- Летом 1959 года на американской выставке в Сокольниках демонстрировался видеомагнитофон VRX-1000. На ней первому секретарю ЦК КПСС Н. С. Хрущёву подарили видеоленту Ampex с записью его встречи с вице-президентом США Р. М. Никсоном. Видеозапись была направлена во Всесоюзный научно-исследовательский институт звукозаписи (ВНАИЗ, ныне — ВНИИТР), но воспроизвести её было не на чем[8].
- Осенью 1959 года во время визита Н. С. Хрущёва в США он встречался с А. М. Понятовым.
- У главного входа представительств фирмы Ampex в различных странах, по распоряжению А. М. Понятова, высаживали берёзы[8].